# Pluim (voorspelling)
Een pluim is een presentatievorm van computerberekeningen van een bepaalde grootheid, bijvoorbeeld de temperatuur of de luchtkwaliteit. In de grafiek worden de resultaten van verschillende runs over elkaar heen geprojecteerd in één figuur, zodat een waaier van mogelijke verwachtingen wordt getoond (vandaar de benaming 'pluim'). Deze methode van het bepalen van foutvoortplanting wordt Monte-Carlosimulatie genoemd.